# همشبیر لازارشان
همشبیر لازارشان (عبری: המשביר לצרכן‎) شرکت خرده‌فروشی اسرائیلی است، که در سال ۱۹۴۷ تأسیس شد.